# Yarbaşı
Yarbaşı ist ein Dorf (Köy) im Landkreis Pülümür der türkischen Provinz Tunceli. Im Jahr 2011 lebten in Yarbaşı 24 Menschen.